# HD23186
HD23186 є хімічно пекулярною зорею спектрального класу
F0 й має видиму зоряну величину в смузі V приблизно 10,0.